# Jodi Rell
Mary Jodi Rell (ur. 16 czerwca 1946 w Norfolk, zm. 20 listopada 2024 na Florydzie) – amerykańska polityk, działaczka Partii Republikańskiej. W latach 2004–2011 sprawowała – jako druga w historii kobieta – urząd gubernatora stanu Connecticut.
Rell nie ukończyła studiów wyższych, poprzestając na wykształceniu średnim. Całe jej dorosłe życie związane było ze światem polityki. Początkowo pracowała jako asystentka i doradczyni polityków, a w 1985 rozpoczęła własną karierę, zdobywając mandat w Izbie Reprezentantów Connecticut. W 1994 została wybrana zastępczynią gubernatora stanu, a następnie dwukrotnie uzyskiwała reelekcję. Po dymisji oskarżanego o korupcję gubernatora Johna Rowlanda (dla którego sprawa zakończyła się dziesięcioma miesiącami więzienia i czterema miesiącami aresztu domowego), z mocy prawa automatycznie została nowym gubernatorem na czas pozostały do końca kadencji poprzednika. W 2006 została wybrana na pierwszą „własną” kadencję.
W sierpniu 2008 Rell przekazała dziennikarzom, iż rozważa kandydowanie po raz kolejny, lecz nie jest jeszcze pewna swej decyzji. Ostatecznie 9 listopada 2009 – na rok przed terminem wyborów – ogłosiła decyzję o rezygnacji z udziału w nich. W sierpniu 2010 Partia Republikańska wyłoniła w prawyborach swego kandydata na jej następcę, którym został Thomas Foley, były ambasador USA w Irlandii. Zmierzył się on z kandydatem Demokratów Danem Malloyem, byłym burmistrzem Stamford.
Była żoną Lou Rella i matką dwojga dorosłych dzieci. W 2006 – w trakcie pełnienia urzędu gubernatora – została po raz pierwszy babcią. W 2004 przeszła operację usunięcia guza nowotworowego piersi, z którego została uznana za całkowicie wyleczoną. Należy do Kościoła Episkopalnego USA.